# Богдан А092
Богдан А092 (після 2012 року - ATAMAN) — 7-метровий автобус середнього класу українського виробництва, почав випускатися на виробничих потужностях АТ "Черкаський автобус" в Черкасах з 2003 р. На той час підприємство входило в корпорацію «Богдан». Оскільки ці автобуси випускаються великими кількостями, їх дуже багато на дорогах України. Також вони експортувалися у Росію, Грузію та Молдову. Автобус має конструкцію кузова, побудовану на шасі та головних агрегатах японських автобусів Isuzu (наприклад Isuzu CITI-602).
Всього виготовлено більше 20 000 автобусів сімейства АТАМАН А092 включно з тими, які вийшли з виробництва ще з ім'ям Богдан. Таких автобусів дуже багато в Києві, Львові та інших містах України як зазначалось вище.

## Історія

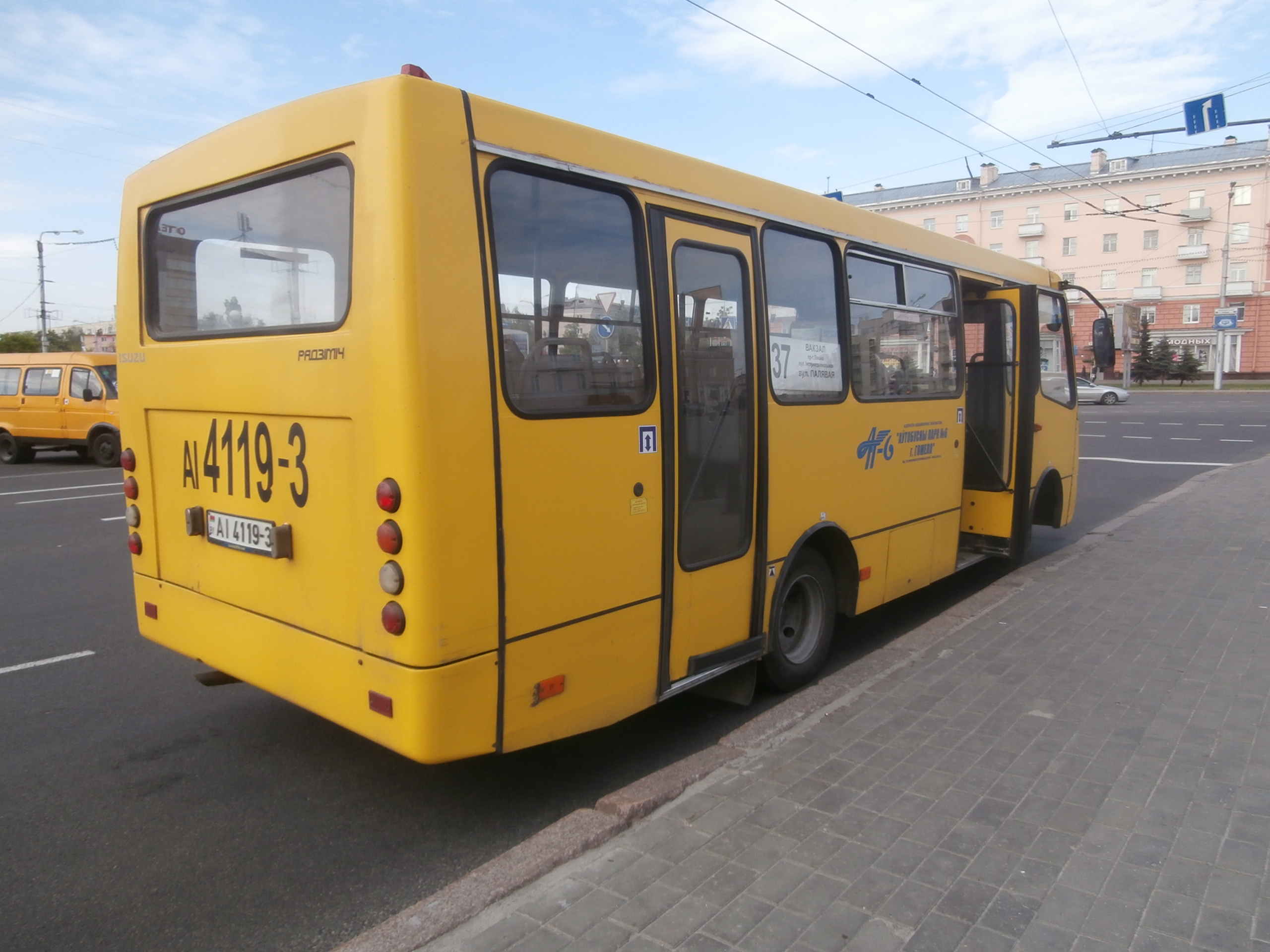

1 лютого 2003 року була офіційно представлена нова модель малого міського автобуса Богдан-А092, покликана замінити собою попередню модель Богдан А091. При розробці цієї моделі враховувалися побажання автоперевізників та пасажирів, що дозволило усунути деякі недоліки, властиві конструкції автобуса А091. Деякий час обидва автобуса вироблялися заводом паралельно, але в 2005 році корпорація «Богдан» припинила випуск моделі А091, повністю перейшовши до виробництва автобусів А092.
У 2010 році представлено подовжену версію А092 під назвою Богдан А093.
У 2011 році ПАТ «Черкаський автобус» вийшло з корпорації «Богдан». 
З 2012 року рестайлінгові версії А092 називаються Ataman А092.

## Опис моделі

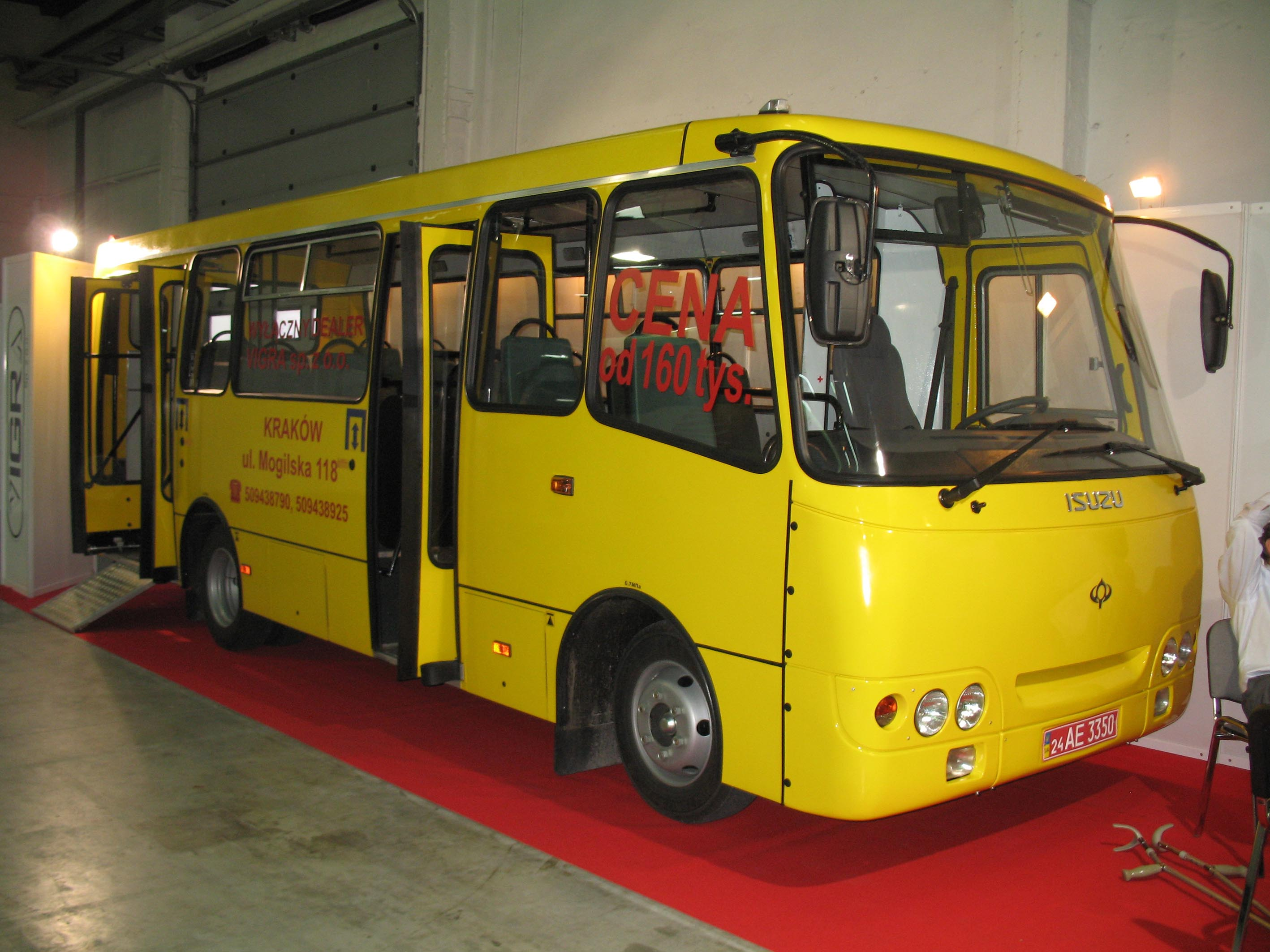
Богдан А092Н - модифікація з низькою підлогою в задній частині

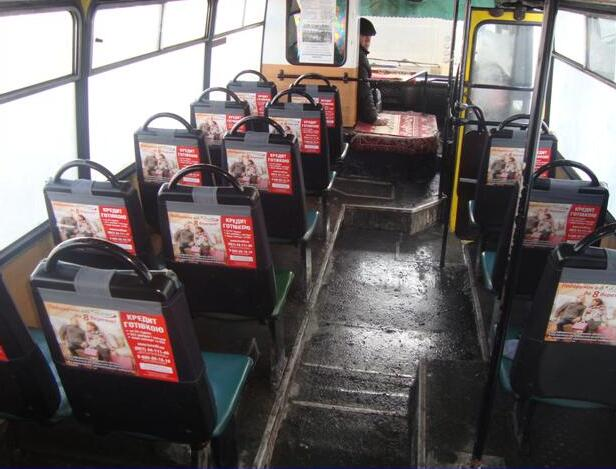
Салон

Богдан А092 багатофункціональний автобус, і може працювати як:
- міський
- приміський
- шкільний

Поява нової моделі було обумовлено як необхідністю усунення недоліків автобуса А091, так і зростанням екологічних нормативів і вимог до безпеки руху. Хоча в Україні діють застарілі екологічні нормативи Euro-0, Богдан-А092 обладнаний дизельним двигуном Isuzu-4HE1-TC, що відповідають стандартам Євро-3. Новий двигун став також потужнішим за рахунок введення системи турбонаддува. Коробка передач - механічна, шестиступінчаста. На автобусі встановлена робоча гальмівна система з ABS.
Передня маска автобуса стала виглядати сучасніше, до того ж її конструкція полегшує доступ до ремонту систем автобуса. Була також змінена конструкція дверей, які відкриваються тепер у напрямку руху. Це зробило висадку-посадку пасажирів не тільки зручніше, але й безпечніше. За рахунок збільшення довжини на 215 мм збільшився простір перед задніми пасажирськими сидіннями, що дало можливість розмістити по правому борту за задніми дверима два пасажирські сидіння спиною до вікна, замість одного у моделі А091. Кількість місць для сидіння в автобусі Богдан-А092 - 22, загальна кількість місць - 43.

## Модифікації
За час виробництва було виготовлено декілька модифікацій, що дещо відрізняються між собою:
- Богдан А092.01 — міський автобус з 5-ступеневою механічною коробкою передач, двигуном ISUZU 4HG1 4,57 л потужністю 129 к.с. (89 кВт), відповідає екологічним нормам Euro-1;
- Богдан А092.02 — міський автобус з 5-ступеневою механічною коробкою передач, двигуном ISUZU 4HG1-T 4,57 л потужністю 129 к.с. (89 кВт), відповідає екологічним нормам Euro-2;
- Богдан А092.04 — міський автобус з 6+1-ступеневою механічною коробкою передач, двигуном ISUZU 4HK1-XS 5,19 л потужністю 174 к.с. (129 кВт), відповідає екологічним нормам Euro-3.
- Богдан А092.12 — приміський автобус з 5-ступеневою механічною коробкою передач, двигуном ISUZU 4HG1-T 4,57 л потужністю 129 к.с. (89 кВт), відповідає екологічним нормам Euro-2.
- Богдан А092.14 — приміський автобус з 6+1-ступеневою механічною коробкою передач, двигуном ISUZU 4HK1-XS 5,19 л потужністю 174 к.с. (129 кВт), відповідає екологічним нормам Euro-3.
- Богдан А092S2 — шкільний автобус, з 5-ступеневою механічною коробкою передач, двигуном ISUZU 4HG1-T 4,57 л потужністю 129 к.с. (89 кВт), відповідає екологічним нормам Euro-2, задні двері механічні.
- Богдан А081.1 — міський автобус з 5-ступеневою механічною коробкою передач 17Q300, китайським двигуном 4102BZLO 4,257 л потужністю 136 к.с. (100 кВт), відповідає екологічним нормам Euro-3  (2004-2005) всього виготовлено 126 моделей.

Також нещодавно з'явилася нова модифікація з низьким рівнем підлоги ззаду та задніми двостулковими планетарними дверима. Автобус може перевозити інвалідів у візках.
- Всі дизельні або бензинові двигуни з такою типовою схемою розміщення пропускають картерні гази в салон пасажирів після тривалого часу експлуатації ( руху автошляхами )

## Технічні характеристики
| Клас                                              | міський автобус                                                               |
| Виробник                                          | АТ "Черкаський автобус"                                                       |
| Випускається                                      | з 2003 року                                                                   |
| Кузов                                             | однозвенний, тримальний, вагонного компонування                               |
| Гарантія на кузов                                 | 1 рік                                                                         |
| Ресурс кузова, не менше ніж                       | 5                                                                             |
| Довжина, мм                                       | 7430                                                                          |
| Ширина по молдінгу, мм                            | 2380—2390                                                                     |
| Висота, мм                                        | 2750                                                                          |
| Осі                                               | 2 штуки                                                                       |
| Колеса                                            | дискові/бездискові,(4×2)                                                      |
| Шини                                              | 215/75 R17,5                                                                  |
| Дорожній просвіт, мм                              |                                                                               |
| Колісна база, мм                                  | 3815                                                                          |
| Споряджена маса, кг                               | 5250—5600                                                                     |
| Повна маса транспорту, кг                         | до 8300                                                                       |
| Передня колія, мм                                 | 1680                                                                          |
| Задня колія, мм                                   | 1650                                                                          |
| Максимальне навантаження на передню вісь, кг      |                                                                               |
| Максимальне навантаження на задню вісь, кг        |                                                                               |
| Висота першої сходинки, см                        | 30—36                                                                         |
| Підвіска, штук і тип                              | пневморесорна                                                                 |
| Підйом, який може подолати автобус, %             |                                                                               |
| Радіус повороту, не менше, метри                  | 7.7                                                                           |
| Настил підлоги                                    | лінолеум                                                                      |
| Поручні                                           | товстого типу з антикорозійною обробкою                                       |
| Сидіння                                           | м'які, роздільного типу                                                       |
| Висота салону, см, ззаду/спереду                  | не менше 190 см                                                               |
| Двері                                             | засклена, одностулкові поворотно-розсувного типу                              |
| Формула дверей                                    | 1—1 (1—0), 1—2                                                                |
| Висота дверей, см                                 | 215                                                                           |
| Ширина дверних отворів у одностулкових дверях, см | 760                                                                           |
| Ширина дверних отворів у двосулкових дверях, см   | ?                                                                             |
| Опалення у салоні                                 |                                                                               |
| Вентиляція у салоні                               | через люки і зсувні кватирки                                                  |
| Кермо (з гідропідсилювачем)                       | ISUZU                                                                         |
| Сидячих місць, штук                               | 23—35                                                                         |
| Стоячих місць, штук                               | 25 (нормальна місткість)                                                      |
| Повна місткість, чол                              | до 43                                                                         |
| Передній міст                                     | ISUZU                                                                         |
| Задній міст                                       | ISUZU                                                                         |
| Коробка передач                                   | ISUZU MYY5T ISUZU MZZ6U (А092.14, А092.04)                                    |
| Число ступенів КП, штук                           | 5—7 (залежно від модифікації)                                                 |
| Двигун                                            | дизельний ISUZU 4HG1-T ISUZU 4HK1-XS (А092.14, А092.04) ISUZU 4HG1-T (А092S2) |
| Розташування двигуна                              | спереду ( уточнення : в салоні де є пасажири )                                |
| Кількість циліндрів                               | 4                                                                             |
| Робочий об'єм, літри                              |                                                                               |
| Ємність паливного бака, літри                     | 230                                                                           |
| Відповідність екологічним нормам                  | Euro-2, Euro-3                                                                |
| Обертальний момент, Нм                            | різний залежно від модифікації                                                |
| Потужність, кВт.                                  | 89 або 129                                                                    |
| Охолодження                                       |                                                                               |
| Робоча гальмівна система                          | гідравлічна двоконтурна                                                       |
| Зупинкова гальмівна система                       | ручник                                                                        |
| Додаткова гальмівна система                       |                                                                               |
| Резервна гальмівна система                        | один з контурів робочої                                                       |
| система ABS                                       |                                                                               |
| Педалі акселератора, гальма і зчеплення           | WABCO                                                                         |
| Витрати пального                                  | 26,5 (А092.02), 22.5 (А092.04), 26.5 (А092.12)                                |
| Час розгону до швидкості 60 км/год, сек           | ?                                                                             |
| Максимальна постійна швидкість руху, км/год       | 70 (шкільний) 75 і 105 (міські) 75 і 105 (приміські)                          |

## Конкуренти
- БАЗ-А079
- ЗАЗ А07А
- Стрий Авто А0756
- ГалАЗ-3207
- ГалАЗ-3209
- ПАЗ 3205
- Рута 43
- ПАЗ-4234